# يوانيس أماناتيديس
لوانيس أماناتيديس (باليونانية: Γιάννης Αμανατίδης)‏ ، من مواليد 3 ديسمبر 1981 في كوزاني في اليونان ، لاعب كرة قدم يوناني.
يلعب مع نادي إينتراخت فرانكفورت الألماني منذ عام 2005.
بدأ باللعب مع منتخب اليونان لكرة القدم في عام 2002.

## مسيرته الكروية
لعب يوانيس أماناتيديس خلال مسيرته الاحترافية مع 5 أندية في أربعة عشر موسمًا وسجل خلالها 81 هدفًا ضمن 286 مباراة. ولم يفز بأي موسم بالكأس أو بالدوري.
خاض يوانيس أماناتيديس مسيرته مع في إف بي شتوتغارت الثاني في موسم 1999–00 ولمدة موسمين، مشاركًا في 46 مباراة سجل خلالها 15 هدفًا. ثم انتقل إلى نادي غرويتر فورت في موسم 2000–01 ولمدة موسمين، حيث شارك في 42 مباراة سجل خلالها 12 هدفًا. لينتقل بعدها إلى نادي شتوتغارت في موسم 2002–03 ولمدة موسمين، مشاركًا في 35 مباراة سجل خلالها 6 أهداف. ثم انتقل إلى نادي آينتراخت فرانكفورت في موسم 2003–04 في المرة الأولى لمدة موسم واحد ثم في موسم 2005–06 ليلعب معه ستة مواسم، مشاركًا طوالها في 140 مباراة سجل خلالها 42 هدفًا. هذا وانتقل لاحقًا إلى نادي كايزرسلاوترن في موسم 2004–05 لمدة موسم واحد، مشاركًا في 23 مباراة سجل خلالها 6 أهداف.

## روابط خارجية
- يوانيس أماناتيديس على موقع الاتحاد الأوربي (الإنجليزية)
- يوانيس أماناتيديس على موقع قاعدة بيانات كرة القدم.إي يو (الإنجليزية)
- يوانيس أماناتيديس على موقع بيانات كرة القدم. دي إي (الألمانية)
- يوانيس أماناتيديس على موقع ليكيب (الفرنسية)
- يوانيس أماناتيديس على موقع ناشيونال فوتبول تيمز (الإنجليزية)
- يوانيس أماناتيديس على موقع عالم كرة القدم.نت (الإنجليزية)
- يوانيس أماناتيديس على موقع كووورة